# Kernkraftwerk Shidaowan
Das Kernkraftwerk Shidaowan (chinesisch 石岛湾核电站) ist ein Kernkraftwerk in der kreisfreien Stadt Rongcheng, bezirksfreie Stadt Weihai, Provinz Shandong, Volksrepublik China, das am Gelben Meer liegt. Mit Stand August 2023 ist ein Reaktorblock mit einer installierten Leistung von 211 MW im Testbetrieb; zwei weitere Blöcke mit einer installierten Leistung von zusammen ca. 3900 MW sind in Bau.

## Hochtemperaturreaktoren
Der Bau einer Demonstrationsanlage mit zwei Hochtemperaturreaktoren (HTR), die zusammen eine Dampfturbine versorgen, wurde im November 2005 genehmigt. Verträge für verschiedene Vorarbeiten wurden von 2008 bis 2011 geschlossen; darunter war auch ein Vertrag zur Lieferung von 500.000 Graphitkugeln durch die SGL Group. Die National Nuclear Safety Administration (NNSA) gab ihre Zustimmung zur Errichtung des ersten Blocks mit den beiden HTR im Dezember 2012. Im Endausbau war geplant, 10 Blöcke mit einer Gesamtleistung von 2110 MW zu errichten.

### Block 1
Der Block 1 verfügt über zwei HTR vom Typ HTR-PM mit einer Netto- bzw. Bruttoleistung von zusammen 200 bzw. 211 MWe; ihre thermische Leistung liegt bei zusammen 500 MWt.
Mit dem Bau von Block 1 wurde am 9. Dezember 2012 begonnen. Am 12. September 2021 erreichte der Reaktor erstmals die Kritikalität. Er wurde am 14. Dezember 2021 mit dem Stromnetz synchronisiert. Der Block 1 hat bis Ende 2021 insgesamt 0,09 TWh Strom erzeugt. Am 6. Dezember 2023 wurde der kommerzielle Betrieb aufgenommen.
Die beiden gasgekühlten HTR verwenden Graphit als Moderator und Helium als Kühlmittel; die maximale Betriebstemperatur liegt bei 750 °C. Der eine der beiden Reaktordruckbehälter (RDB) wurde von Shanghai Electric Nuclear Power Equipment geliefert; er hat eine Höhe von ca. 25 m und wiegt ca. 700 t. Die Kosten für die Errichtung von Block 1 werden mit 5 Mrd. CNY angegeben. Das HTR-PM-Projekt hat im Dezember 2022 die anfängliche volle Leistung erreicht. Ein weiterentwickeltes, größeres Kraftwerk, der HTR-PM600, ist mit einer Kapazität von 600 MWe geplant, das sechs HTR-PM-Reaktorblöcke verwendet.

## Druckwasserreaktoren
Im November 2007 schloss die China Huaneng Group (CHNG) einen Vertrag mit der China General Nuclear Power Group (CGN) über die Errichtung von vier Druckwasserreaktoren (DWR) vom Typ CPR-1000; etwas später wurde die Errichtung von DWR des Typs CAP1400 anstelle des Typs CPR-1000 beschlossen und die Tiefbaumaßnahmen zur Errichtung von zwei CPR-1000 abgebrochen. Der CAP1400 basiert auf dem AP1000 (bzw. CAP1000) und ist eine chinesische Weiterentwicklung dieser beiden Typen; das grundlegende Design wurde im Januar 2014 durch die National Energy Administration (NEA) abgenommen. Obwohl es noch keine offizielle Baugenehmigung für die ersten beiden Blöcke gab, wurde im April 2015 mit der Errichtung des Turbinengebäudes für Block 1 begonnen. Am 27. April 2016 bestand das Design des CAP1400 den Generic Reactor Safety Review der IAEA. Im März 2017 wurde der Drucktest des RDB abgeschlossen; der RDB wurde von China First Heavy Machinery Group geliefert und wiegt ca. 487 t. Die Kosten für die Errichtung der ersten beiden Blöcke wurden 2014 mit 42,3 Mrd. CNY (bzw. 6,5 Mrd. USD) angegeben.

### Block 1
Der Block 1 verfügt über einen DWR vom Typ CAP1400 mit einer Leistung von ca. 1500 MWe; seine thermische Leistung liegt bei ca. 4040 MWt. Der Guß der Bodenplatte des Reaktorgebäudes erfolgte im Juni 2019, alle Baumaßnahmen für Kühlwasseraufbereitung, Maschinenhaus und Reaktor waren im Juli 2024 fertiggestellt. Die Netzsynchronisation erfolgte am 31. Oktober 2024.

### Block 2
Der Block 2 verfügt über einen DWR vom Typ CAP1400 mit einer Leistung von ca. 1500 MWe; seine thermische Leistung liegt bei ca. 4040 MWt. Der Guß der Bodenplatte des Reaktorgebäudes erfolgte im April 2020, Stand Juli 2024 sind inneres und äußeres Containment geschlossen. Die Inbetriebnahme wird für 2025 erwartet.

## 2. Phase
Am 31. Juli 2023 gab der Staatsrat der Volksrepublik China seine Zustimmung zum Bau von zwei Blöcken vom Typ HPR1000. Sie werden in offizieller Zählung als Block 1 und 2 geführt. Die Ausführung erfolgt auf den Bauplätzen zweier CPR-1000, deren Bau bereits in der Anfangsphase aufgegeben wurde.

### Block 3
Block 3 ging offiziell am 30. Juli 2024 in Bau.

### Block 4
Block 4 ging offiziell am 8. Mai 2025 in Bau.

## Eigentümer
Laut World Nuclear Association (WNA) wird die Errichtung der Demonstrationsanlage mit den beiden HTR durch die Huaneng Shandong Shidaowan Nuclear Power Company Ltd (HSNPC) durchgeführt. Laut NNSA ist das Kraftwerk im Besitz der HSNPC, laut IAEA dagegen im Besitz der CHNG. Laut IAEA wird es von der Huaneng Shandong Shidao Bay Nuclear Power Company, Ltd. betrieben. HSNPC ist ein Joint Venture, an dem die Huaneng Power International mit 47,5 %, die China Nuclear Engineering Corp. (CNEC) mit 32,5 % und die Tsinghua University INET mit 20 % beteiligt sind. CNEC ist eine Tochter der China National Nuclear Corporation (CNNC).
Laut WNA werden die ersten beiden DWR durch die State Nuclear Power Demonstration Plant Company (SNPDP) errichtet. SNPDP ist ein Joint Venture, an dem die State Nuclear Power Technology Corporation (SNPTC) mit 55 % und die CHNG mit 45 % beteiligt sind.

## Daten der Reaktorblöcke
Das Kernkraftwerk Shidaowan hat einen Block in kommerziellem Betrieb, drei in Bau und einen genehmigten Block (Stand: Juli 2024):
| Block | Reaktortyp | Modell  | Status     | Netto- leistung in MWe | Brutto- leistung in MWe | Therm. Leistung in MWt | Baubeginn  | Erste Kritikalität | Erste Netzsyn- chronisation | Kommer- zieller Betrieb | Abschal- tung (geplant) | Einspeisung in TWh |
| ----- | ---------- | ------- | ---------- | ---------------------- | ----------------------- | ---------------------- | ---------- | ------------------ | --------------------------- | ----------------------- | ----------------------- | ------------------ |
| HTR 1 | HTGR       | HTR-PM  | In Betrieb | 200                    | 211                     | 500                    | 09.12.2012 | 12.09.2021         | 14.12.2021                  | 06.12.2023              | –                       | 0,09               |
| 1     | PWR        | CAP1400 | In Betrieb | ca. 1400               | ca. 1500                | ca. 4040               | 19.06.2019 | –                  | 31.10.2024                  | –[veraltet]             | –                       | –                  |
| 2     | PWR        | CAP1400 | In Bau     | ca. 1400               | ca. 1500                | ca. 4040               | 21.04.2020 | –                  | –                           | –                       | –                       | –                  |
| 3     | PWR        | HPR1000 | In Bau     | ca. 1100               | ca. 1200                | ca. 3190               | 30.07.2024 | –                  | –                           | –                       | –                       | –                  |
| 4     | PWR        | HPR1000 | In Bau     | ca. 1100               | ca. 1200                | ca. 3190               | 08.05.2025 | –                  | –                           | –                       | –                       | –                  |